# Les beaux gosses
Les beaux gosses é um filme de comédia francês, realizado e escrito por Riad Sattouf, estreado em 2009. É o primeiro filme realizado por Riad Sattouf, um conhecido autor de banda desenhada francês. A película foi seleccionada na Quinzena dos Realizadores de Cannes de 2009. No Brasil, foi apresentado em 2013 no Festival de Cinema Francófono, na Semana da língua francesa em Brasília, e em 2015 n'O Novíssimo Cinema Francês.

## Sinopse
O filme segue a história de um adolescente que tenta se aproximar mais das pessoas.

## Elenco
- Vincent Lacoste : Hervé
- Anthony Sonigo : Camel
- Alice Tremolières : Aurore
- Julie Scheibling : Laura
- Camille Andreys : Meryl
- Robin Nizan-Duverger : Benjamin
- Baptiste Huet : Loïc
- Simon Barbery : Mohamed
- Irwan Bordji : Anas
- Loreleï Chenet : Mégane
- Sihem Namani : Sadia

## Recepção
No agregador de críticas Rotten Tomatoes, que categoriza as opiniões apenas como positivas ou negativas, o filme tem um índice de aprovação de 94% calculado com base em 18 comentários dos críticos. Paul Byrnes, escrevendo para o Sydney Morning Herald disse que "o roteiro cobre as mesmas coisas da maioria dos filmes adolescentes - ficar juntos, terminar, ser horrível, fazer as pazes, gritar com seus pais - mas Sattouf o torna fresco com atuações confiáveis desses não atores.
"